# 1819 au théâtre
| Années du théâtre : 1816 - 1817 - 1818 - 1819 - 1820 - 1821 - 1822    |
| Décennies du théâtre : 1780 - 1790 - 1800 - 1810 - 1820 - 1830 - 1840 |

## Pièces de théâtre représentées
- 6 décembre – La Somnambule, vaudeville d'Eugène Scribe, au Théâtre du Vaudeville

## Naissances
- 17 janvier : Louis Marie Joseph Belurgey, auteur dramatique français, né le 14 octobre 1780.

## Décès
- Date précise inconnue ou non renseignée :
  - Wang Yun, dramaturge chinoise, née en 1749.